# Meister Dachs und seine Freunde
Meister Dachs und seine Freunde ist ein US-amerikanischer Zeichentrickfilm aus dem Jahr 1993. Der Kinderfilm basiert lose auf den Figuren der beiden Geschichten A Furling's Story und Furlings von Rae Lambert.

## Handlung
Die kleine quirlige Maus Abigail, der junge Igel Russell und der schüchterne Maulwurf Edgar haben zum ersten Mal Unterricht bei dem alten Dachs Cornelius. Gleich an ihrem ersten Schultag hat er eine Überraschung für sie parat. Nachdem er ihnen seine neueste Erfindung, ein Modell eines Flugapparates gezeigt hat, geht er mit ihnen und seiner Nichte Michelle durch den Wald spazieren. Dabei kommen sie an eine Straße der Menschen. Er erklärt den Kleinen, dass sie diese Grenze niemals be- oder übertreten sollen. Am besten sei es, man vergesse alles ganz schnell wieder. Während die Kleinen mit Cornelius den Bach entlang paddeln, hat allerdings auf der Straße ein LKW einen Unfall, wobei eine Ladung Giftgas in den Wald strömt und alles Leben tötet. Das bemerken die Freunde allerdings erst, als sie mit Cornelius zurückkehren. Um ihre Eltern zu retten, rennt Michelle in ihre bereits vergaste Wohnhöhle. Abigail folgt ihr und kann sie gerade noch vor dem Giftgastod retten, für Michelles Eltern kommt jedoch jede Hilfe zu spät.
Da Michelle zu viel Giftgas eingeatmet hat, liegt sie im Sterben. Cornelius benötigt zur Rettung Michelles innerhalb von zwei Tagen die Kräuter Lungenkraut und Augentrost. Da durch das Giftgas die Heilpflanzen des heimischen Waldes abgestorben sind, bittet Cornelius Abigail, Russel und Edgar, diese im Danglewood zu besorgen. Er erzählt ihnen auch, wie er einst seine ganze Familie wegen der Menschen verlor, weswegen sich die Kleinen auf ihrer Reise vor den Menschen in Acht nehmen und immer zusammenarbeiten sollen. Das können die Freunde noch während der Reise beweisen, denn Abigail wird unterwegs von einer Eule gefangen und in ihr Nest verschleppt. Sie kann sich mit einem Trick wieder befreien und mit Hilfe von Russell und Edgar erfolgreich flüchten. Dabei verlaufen sie sich allerdings und wissen nicht weiter, weshalb sie vorerst in der Wildnis übernachten. Des Nachts werden sie von einem Trauerzug Vögel geweckt, die sich mit einer Messe von dem kleinen Bosworth verabschieden will, welcher in einem Schlammtümpel gefangen ist und zu sterben droht. Nachdem dieser durch eine Idee Edgars befreit werden kann, erfahren die Freunde, dass sie an den gelben Drachen vorbei zu ihrem gewünschten Ziel kommen.
Die gelben Drachen entpuppen sich als schwere Baufahrzeuge, vor denen die Freunde in eine Kanalisation flüchten und schließlich zu ihrem Ziel gelangen. Dort müssen sie allerdings feststellen, dass zwar überall Augentrost wächst, das Lungenkraut aber nur an einer Klippe. Um es zu erreichen, bauen sie Cornelius’ Flugapparat nach, wodurch sie das Kraut einsammeln können, und fliegen schließlich zurück in ihren Wald. Durch ein plötzliches Gewitter stürzen sie nach einem Zusammenprall mit einem Strommasten ab und laufen den Rest des Weges nach Hause. Dabei kommen sie den Menschen gefährlich nahe. Nur sind diese dieses Mal nicht im Wald, um Tiere zu jagen, sondern um ihn von dem Giftgas zu säubern. Cornelius überrascht es, dass sie sogar Edgar aus einer Tierfalle retten und diese dann zerstören. Nachdem die Menschen gegangen sind, kann Cornelius schließlich Michelle mit Hilfe der Kräuter heilen. Auch die anderen Tiere, darunter die Eltern von Abigail, Russell und Edgar, kommen aus den Wäldern zurück, in denen sie sich versteckt gehalten haben. Cornelius erklärt Michelle, dass er ihre Eltern zwar nicht ersetzen kann, sich aber so gut wie möglich um sie kümmern wird.

## Besetzung und Synchronisation
| Rolle            | Originalsprecher       | Deutscher Sprecher |
| ---------------- | ---------------------- | ------------------ |
| Cornelius        | Michael Crawford       | Claus Wilcke       |
| Phineas          | Ben Vereen             | Hanno Bruhn        |
| Abigail          | Ellen Blain            | Anna Maria Riedel  |
| Edgar            | Benji Gregory          | Nicolás Artajo     |
| Russell          | Paige Gosney           | Moritz Mattern     |
| Michelle         | Elisabeth Moss         | Magdalena Turba    |
| Abigails Vater   | Paul Eiding            | Wolfgang Ziffer    |
| Edgars Mutter    | Janet Waldo            | Hannelore Schüler  |
| Russells Mutter  | Susan Silo             | Sigrid Lagemann    |
| Willy            | Will Estes             | Tobias Kind        |
| Waggs            | Charlie Adler          | Santiago Ziesmer   |
| Bosworth         | Rickey D’Shon Collins  | Jan Steilen        |
| Bosworths Mutter | Angel Harper           | Elisabeth Volkmann |
| Sumpfzaunkönig   | Don Reed               | Frank Turba        |
| Fernfahrer       | Robert David Hall      | Theo Branding      |
| Russells Brüder  | Benjamin Kimball Smith | David Turba        |

## Veröffentlichung
In Deutschland startete er am 30. Juni 1993 in den Kinos und wurde von 308.039 Zuschauern gesehen.

## Soundtrack
1. "Once Upon a Time with Me" (5:56)
2. "The Forest" (9:11)
3. "Cornelius's Nature Lesson" (3:41)
4. "The Accident" (4:24)
5. "Bedside Vigil" (2:15)
6. "Please Wake Up" (2:36)
7. "The Journey Begins" (8:08)
8. "He's Back" (2:00)
9. "Flying" (4:49)
10. "Escaping from the Yellow Dragons/The Meadow" (6:36)
11. "Flying Home to Michelle" (6:32)
12. "The Children/Maybe One Day..., Maybe One Day" (4:41)
13. "Once Upon a Time With Me/End Credits" (5:56)

## Kritik
„Die Geschichte ist erbärmlich dünn“, kritisierte der Filmkritiker James Berardinelli, „selbst für die begrenzten Ansprüche eines durchschnittlichen Fünfjährigen“. Die „glanzlose und sehr politisch-korrekte“ Handlung sei viel zu langweilig und zeige einen offensichtlichen Mangel an Innovation und Kreativität. Der Film habe allerdings auch etwas Gutes. „Glücklicherweise ist die Laufzeit kurz, sodass sich die Eltern in Begleitung ihrer Kindern nicht zu Tode langweilen“ würden.
„Der Film ist niedlich und sanft, aber nicht sehr überzeugend“, meinte der Filmkritiker Roger Ebert. Außerdem wunderte er sich, „warum soviele Kinderzeichetrickfilme mit dem Tod der Eltern anfangen.“ Zwar habe der Film „ein gutes Herz“, sei „aber irgendwie dumm.“ Schließlich seien „Kinder intelligent und neugierig“, was der Film aber „nicht anerkennen“ wolle.
Stephen Holden von der New York Times lobte diese „sympathische Fabel über das Heranwachsen, Erlernen von Zusammenarbeit und Entwickeln von Mut“. Mit seinen „übermäßig niedlichen Comicbildern“ wisse der Film, „wie man eine Geschichte zu erzählt“.
Das Lexikon des internationalen Films meinte: „Ein sorgfältig gestalteter Zeichentrickfilm, der durch seine althergebrachte Erzählung und wenig originelle Typisierung jedoch einige Möglichkeiten ungenutzt läßt. Sympathische, besonders kleinere Kinder ansprechende Unterhaltung.“